# Psilonychus groendahli
Psilonychus groendahli är en skalbaggsart som beskrevs av Gustaf Johan Billberg 1820. Psilonychus groendahli ingår i släktet Psilonychus och familjen Melolonthidae. Inga underarter finns listade i Catalogue of Life.